# Cratera Roden

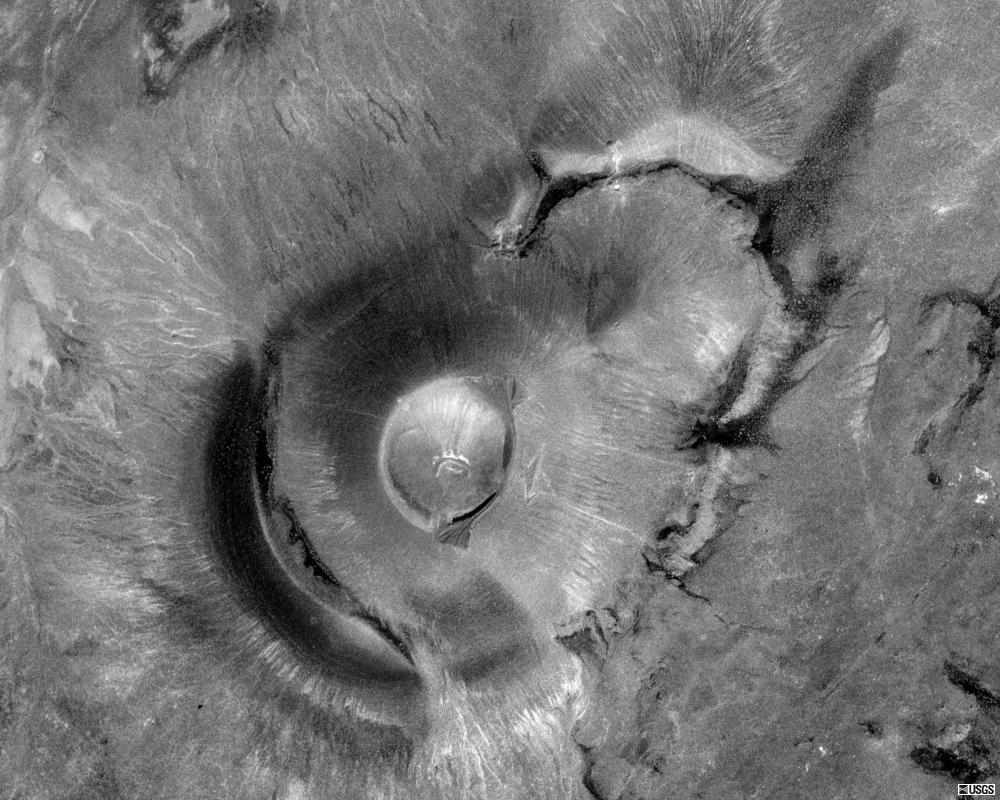
Vista de satélite da cratera, Flagstaff, no norte do Arizona

A Cratera Roden é um de cone vulcânico de cinzas de um vulcão extinto, com uma cratera vulcânica interna restante. Está localizada aproximadamente 50 milhas a nordeste da cidade de Flagstaff, no norte do Arizona, Estados Unidos. 

## Projeto de arte
Para seu projeto de arte terrestre, o artista James Turrell adquiriu o terreno de 400.000 anos, 4,8 quilômetros da da cratera. Desde então, Turrell está transformando o cone interno da cratera em um enorme observatório a olho nu, projetado especificamente para visualizar e experimentar fenômenos de luz do céu, solar e celestial. Os eventos fugazes do solstício de inverno e verão serão destacados. Kanye West filmou seu filme Jesus Is King na Cratera Roden e elogiou Turrell como um dos maiores artistas vivos.

## Futuro
A Dia Art Foundation continua a defender o desenvolvimento do projeto Roden Crater, de James Turrell, no Painted Desert, no Arizona, iniciado na década de 1970 com o apoio de Dia. James Turrell, que comprou a Cratera Roden em 1979, tinha planos de abrir a cratera para exibição pública em 2011 mas agora provisoriamente definiu a abertura para 2024.